# Macelognathus
Macelognathus là một chi sphenosuchia sống vào thời kỳ Jura muộn.